# 小紅書

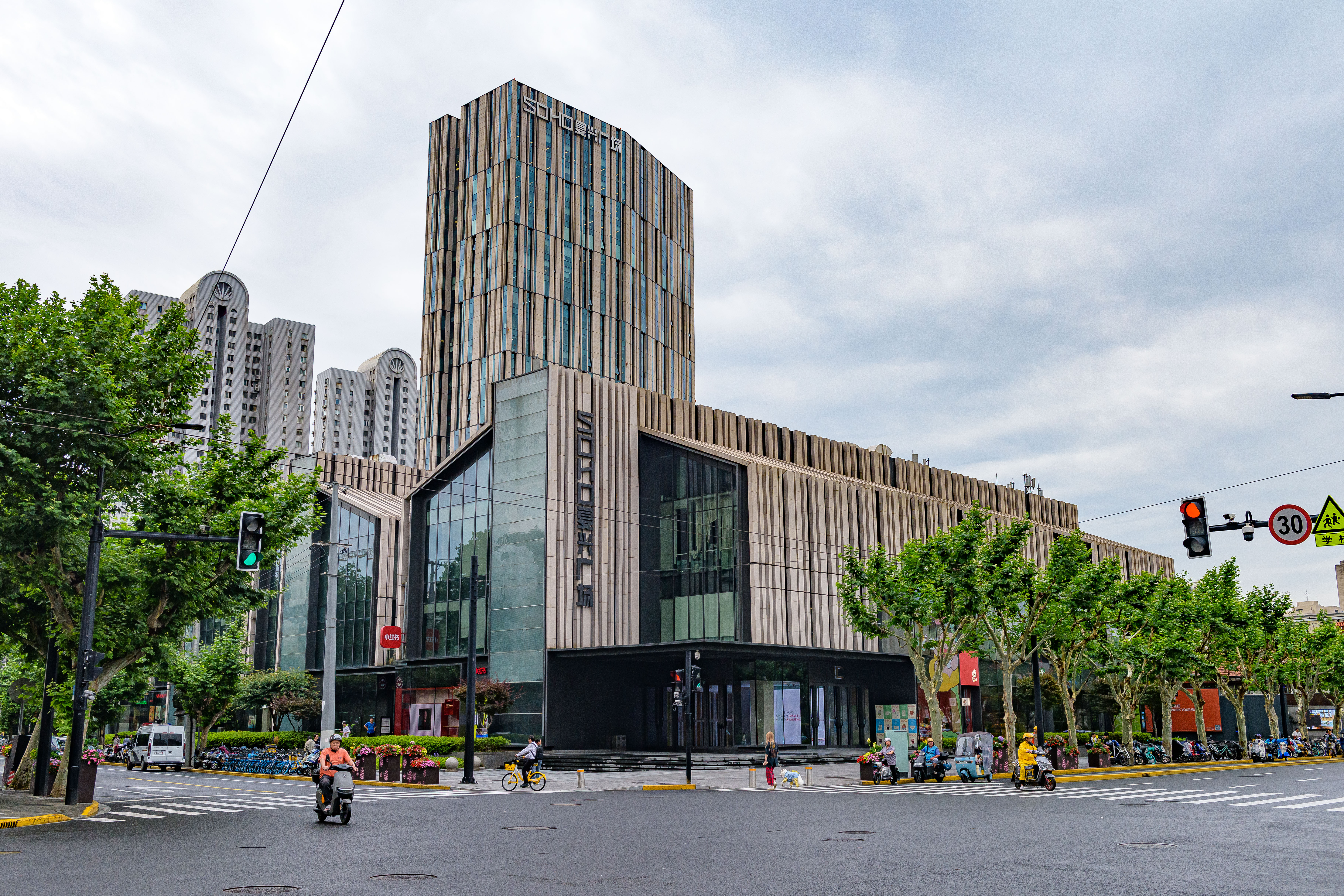
本社

小紅書（シャオホンシュー、日本語読み：しょうこうしょ、中国語: 小红书、Xiaohongshu、RED）は、中華人民共和国のSNSおよび電子商取引プラットフォームである。運営法人は行吟信息科技（上海）有限公司。

## 概要
Instagramの要素を持つサービスとされ、中国においては最大規模のソーシャルコマースプラットフォームであり、「世界中の良いモノが見つかる」をメインコンセプトとしたものである。女性向け口コミアプリでもある。
衣食住全ての日常生活にまつわる口コミを投稿するSNS、および直接商品を購入することが可能なEC機能を持ち、お気に入りの商品や行きたい場所を検索することを一般化し、消費行動に大きな影響を与えている。コスメやファッション、旅行、グルメ等といった多様な体験を写真や動画を交えて投稿し、それをユーザー間で情報共有を行うものとして重宝されている。

## 歴史
2013年、行吟信息科技（上海）有限公司を設立。同年6月、「小紅書出境購物攻略（海外買い物攻略）」を開始。同年10月に「小紅書」としてリリース。
2014年8月、「秒殺」にて早押しモードを電子商取引の分野で試し、コミュニティにおいて評判の良い商品を販売し、ユーザーの「買えないように見える」という問題を解決した。
2015年3月、鄭州経済技術開発区の河南保税物流センターに物流倉庫を開設し、同年9月に国務院総理の李克強の視察を受けた。
2018年5月、アリババグループをリードインベスターとして、テンセントを含む全株主をコ・インベスターとして、3億ドル（約320億円）の出資を受けた。同年6月6日、上海市静安区西藏北路にある上海静安大悦城に「小紅書之家」をオープンした。
2020年1月、プライベートエクイティファイナンスのラウンドを実施し、4億から5億ドルを調達し、評価額は約60億ドルであった。また、公式サイトによると約3億人の登録ユーザーと1億人以上の月間アクティブユーザーであった。